# Clifford Mulenga
Clifford Mulenga (ur. 5 sierpnia 1987 w Kitwe) – piłkarz zambijski grający na pozycji skrzydłowego.

## Kariera klubowa
Karierę piłkarską Mulenga rozpoczął w klubie Chiparamba Great Eagles. W 2004 roku zadebiutował w jego barwach w zambijskiej lidze. Następnie został jednak zawodnikiem południowoafrykańskiego University of Pretoria FC, ale już w 2005 roku został wypożyczony do szwedzkiego Örgryte IS i 29 sierpnia tamtego roku zaliczył debiut w pierwszej lidze w przegranym 1:2 domowym meczu z IFK Göteborg. W Örgryte był rezerwowym i przegrywał rywalizację o miejsce w składzie między innymi z rodakiem Boydem Mwilą. Następnie powrócił do Pretoria University i przez sezon był podstawowym zawodnikiem tego zespołu. W 2007 roku był bliski przejścia do izraelskiego Maccabi Petah Tikva, ale ostatecznie do transferu nie doszło, a Clifford został piłkarzem klubu, Bidvest Wits, grającego w południowoafrykańskiej Premier League. W 2009 roku został wypożyczony do Thanda Royal Zulu, a następnie sprzedany do Mpumalanga Black Aces. W 2010 roku został zawodnikiem Bloemfontein Celtic.
W kolejnych latach Mulenga występował w zespołach Supersport United, Mpumalanga Black Aces, Ajax Kapsztad, ZESCO United, Moroka Swallows, Mbombela United oraz Jomo Cosmos.

## Kariera reprezentacyjna
W reprezentacji Zambii Mulenga zadebiutował w 2006 roku. W swojej karierze wystąpił z Zambią w Pucharze Narodów Afryki 2006 (3. miejsce w grupie) i Pucharze Narodów Afryki 2008 (4. miejsce w grupie). Sukcesy osiągał także z kadrą U-20. W 2007 roku Mistrzostwach Świata U-20 w Kanadzie, na których Zambia dotarła do 1/8 finału. W tym samym roku dotarł też do półfinału Mistrzostw Afryki U-20 oraz został wyróżniony nagrodą dla Najlepszego Młodego Zawodnika Afryki.